# داکا-۱۸
داکا-۱۸ (به لاتین: Dhaka-18) یک منطقهٔ مسکونی در بنگلادش است که در ناحیه داکا واقع شده‌است.